# 1D1 60051
La 1D1 60051 est l'ancienne locomotive Diesel-électrique 141 AMD 1 du PLM, intégrée aux inventaires SNCF à sa création (1938). Elle prendra la dénomination 141 DA 1 dans les années 1950 avant la renumérotation de 1962.
Elle était dotée d'un moteur Diesel MAN de 600 ch (440 kW), remplacé en 1952 par un moteur de 750 ch (550 kW).
| Essieu  | Entraxe | Diamètre | Masse supportée |
| ------- | ------- | -------- | --------------- |
|         | m       | mm       | t               |
| porteur | -       | Ø850     | 10.550          |
| porteur | 2.800   | Ø850     | 10.550          |
| moteur  | Ø1240   | 17.930   |                 |
| moteur  | Ø1240   | 17.930   | 1.800           |
| moteur  | Ø1240   | 17.930   |                 |
| moteur  | Ø1240   | 17.930   | 1.650           |
| moteur  | Ø1240   | 17.870   |                 |
| moteur  | Ø1240   | 17.870   | 1.800           |
| moteur  | Ø1240   | 17.870   |                 |
| moteur  | Ø1240   | 17.870   | 2.800           |
| porteur | Ø850    | 10.550   |                 |